# Hyun Jun
Hyun Jun (n. 31 august 2002) este un scrimer sud-coreean. A participat la competiții asociate Jocurilor Olimpice în care a câștigat o medalie de argint.

## Participări
Lista de mai jos prezintă principalele competiții la care a participat Hyun Jun de-a lungul carierei.
- fencing at the 2018 Summer Youth Olympics – boys' sabre[*]